# Indre (departement)
Indre je francouzský departement ležící v regionu Centre-Val de Loire. Název pochází od řeky Indre, přítoku Loiry. Hlavní město je Châteauroux.

## Geografie

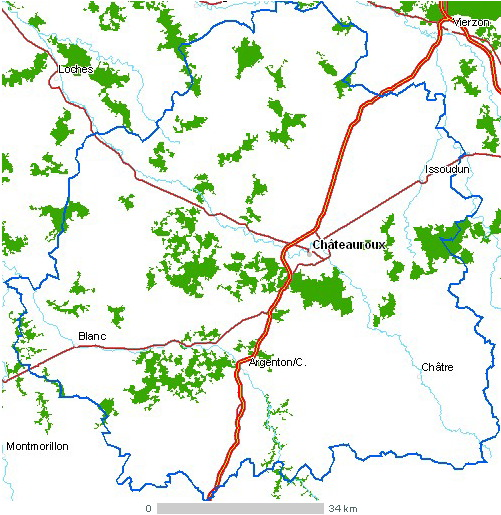
Mapa

## Historie
Indre je jedním z 83 departementů vytvořených během Francouzské revoluce 4. března 1790 aplikací zákona z 22. prosince 1789.

## Nejvýznamnější města

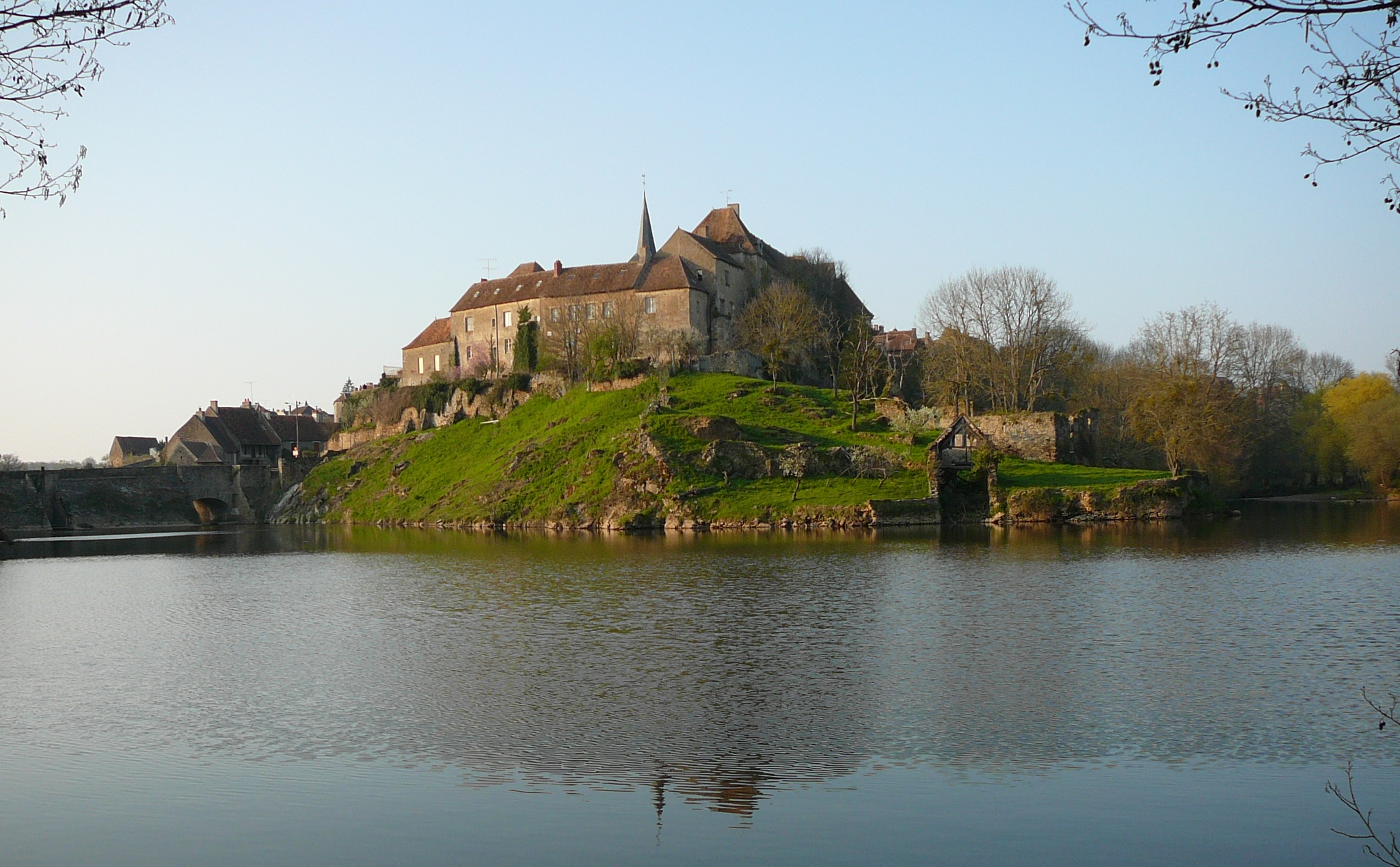
Saint-Benoît-du-Sault

- Le Blanc
- Châteauroux
- La Châtre
- Issoudun